# Percival Provost
Il Percival P.56 Provost era un aereo da addestramento basico con motore a pistoni e ad ala bassa prodotto dall'azienda britannica Percival Aircraft Ltd (poi Hunting Percival Aircraft dal 1954) negli anni cinquanta.
Realizzato per sostituire il precedente Percival Prentice nelle scuole di volo della Royal Air Force e caratterizzato da una cabina di pilotaggio a posti affiancati, diede a sua volta origine ad una variante dotata di motore a reazione, il Jet Provost.

## Storia

### Sviluppo
Il Provost venne progettato per rispondere alla specifica T.16/48 emessa dall'Air Ministry britannico per la fornitura di un addestratore basico che sostituisse il Percival Prentice. Il Ministero richiese un ulteriore requisito operativo, O.R. 257 (Operational Requirement 257), che definiva la necessità di un nuovo addestratore con motore a pistoni dalle maggiori prestazioni. Il prototipo venne portato in volo per la prima volta il 24 febbraio 1950, equipaggiato con un motore aeronautico radiale Armstrong Siddeley Cheetah 18, sostituito successivamente con un Alvis Leonides a 9 cilindri sul secondo prototipo e sugli esemplari di produzione di serie.
Dopo le comparazioni effettuate dalla commissione esaminatrice con il concorrente Handley Page H.P.R 2, il Provost venne dichiarato vincitore e selezionato per la produzione con un iniziale ordine emesso nel 1951. La produzione continuò sino al 1956 cessando dopo aver realizzato 461 esemplari ma fornendo la base per la costruzione di un nuovo addestratore a getto, il Jet Provost, che a sua volta lo sostituì nelle scuole di volo della RAF.

### Impiego operativo
Il Provost entrò in servizio operativo nella RAF nel 1953 sostituendo il precedente Prentice del quale poteva vantare una potenza doppia che gli garantiva elevate prestazioni e manovrabilità. Il Provost rimase in servizio nella RAF sino ai primi anni sessanta fino a quando cominciò ad essere a sua volta sostituito dal Jet Provost. Solo un ristretto numero di velivoli rimasero comunque in servizio operativo fino a che, nel 1969, l'ultimo esemplare venne definitivamente ritirato dal servizio. Molte delle cellule ritirate vennero in seguito reimmatricolate con un numero di serie di manutenzione ed utilizzate per l'addestramento al personale addetto alla manutenzione delle cellule e dei motori. Alla fine sono 5 gli esemplari sopravvissuti, acquistati da privati ed impiegati ad uso civile.

## Versioni
Provost T.Mk 1
versione da addestramento biposto destinati alla RAF.
Provost Mk 51
versione da esportazione non armata destinata all'Aer Chór na hÉireann.
Provost Mk 52
versione da esportazione armata destinata alla Rhodesian Air Force.
Provost Mk 53
versione da esportazione armata destinata ad Iraq, Irlanda, Thailandia e Sudan.

## Utilizzatori
Birmania
- Tatmdaw Lei

 Iraq
- Al-Quwwat al-Jawwiyya al-'Iraqiyya

 Irlanda
- Aer Chór na hÉireann

 Malaysia
- Tentera Udara Diraja Persekutuan

 Oman

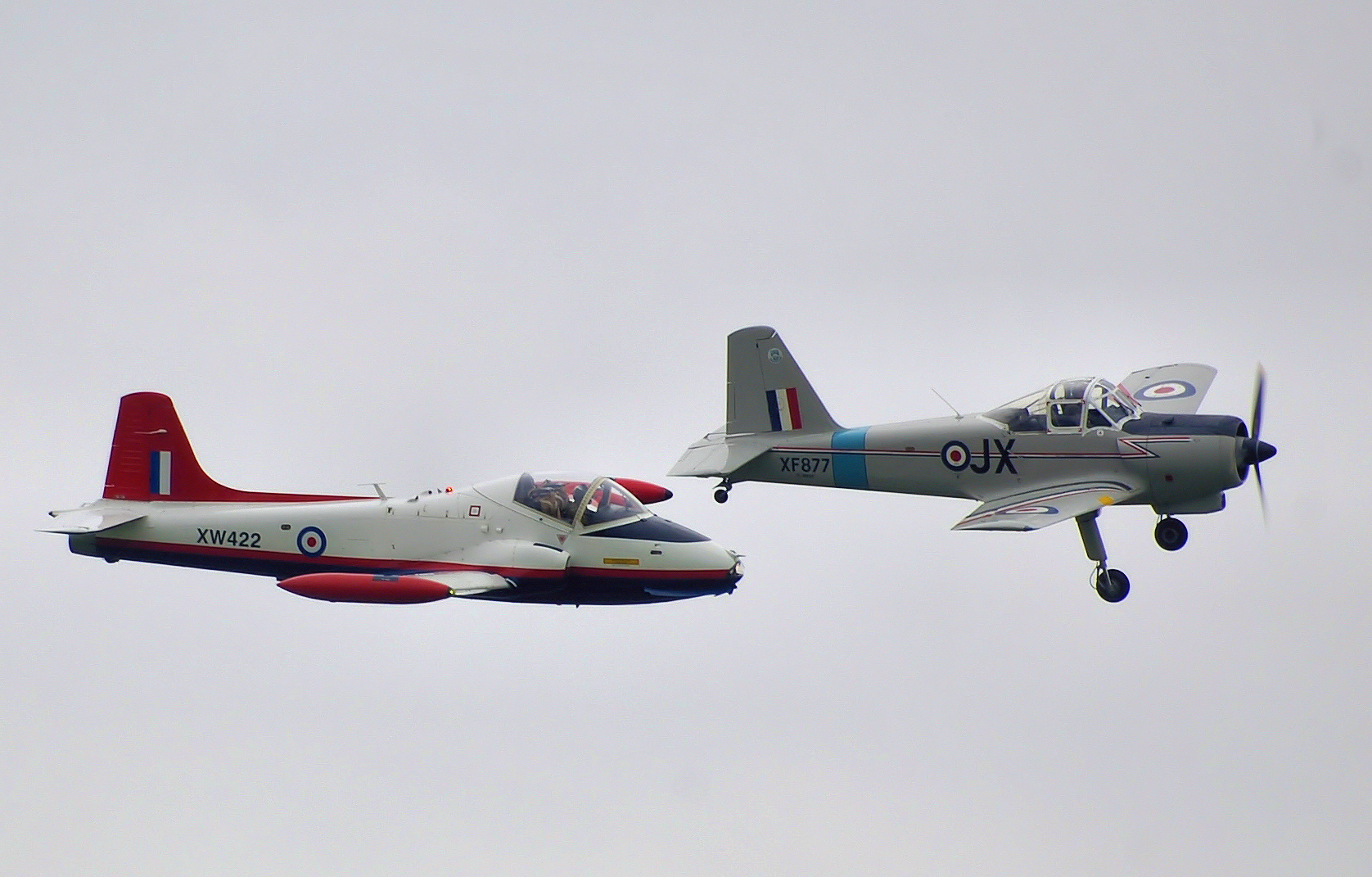
Il Provost T.1 a pistoni ed il Jet Provost T.5a in formazione.

- Al Quwwat al-Jawwiya al-Sultanya al-Omanya

 Regno Unito
- Royal Air Force

 Rhodesia
- Rhodesian Air Force

 Sudan
- Al-Quwwat al-Jawwiyya al-Sudaniyya

## Esemplari attualmente esistenti
Attualmente esistono un buon numero di Percival Provost in esposizione presso musei aeronautici, tra i quali il RAF Museum Cosford, ma rimangono anche 5 esemplari in condizioni di volo, uno dei quali è di proprietà della The Shuttleworth Collection, un'associazione britannica che ha come finalità la preservazione dei velivoli storici e che, con numerosi altri modelli, sono presenti nelle manifestazioni aeree.